# القاسم
القاسم (به عربی: القاسم) یک شهر در عراق است که در استان بابل واقع شده‌است. القاسم ۲۰ متر بالاتر از سطح دریا واقع شده‌است.